# 3810 Аоракі
3810 Аоракі (1985 DX, 1982 KC, 3810 Aoraki) — астероїд головного поясу, відкритий 20 лютого 1985 року.
Тіссеранів параметр щодо Юпітера — 3,611.